# Banyu Kencana
Banyu Kencana is een bestuurslaag in het regentschap Seluma van de provincie Bengkulu, Indonesië. Banyu Kencana telt 218 inwoners (volkstelling 2010).